# Nati nel 1957/Agosto
| Questa pagina contiene informazioni ricavate automaticamente dalle voci biografiche con l'ausilio del template Bio e di un bot. L'aggiornamento è periodico e automatico e ricostruisce completamente la pagina. Se manca una persona in questa lista, sei pregato di non aggiungerla, ma accertati piuttosto che la sua voce biografica contenga il template Bio e che i dati anagrafici siano correttamente compilati. Se il template Bio manca, inseriscilo tu stesso o, in alternativa, metti l'avviso {{tmp\|Bio}} che ne segnala la mancanza. Se i dati riportati sono sbagliati, correggi direttamente la voce biografica; le modifiche saranno visibili in questa lista entro pochi giorni. Per chiarimenti vedi il progetto biografie. La lista contiene solo le 263 persone che sono citate nell'enciclopedia e per le quali è stato implementato correttamente il template Bio. Pagina aggiornata al 18 lug 2025. |

- 1º agosto - Madison Smartt Bell, scrittore statunitense
- 1º agosto - Arnaldo Colasanti, critico letterario, scrittore e conduttore televisivo italiano
- 1º agosto - Paolo Coni, baritono italiano
- 1º agosto - Mílton Cruz, ex calciatore brasiliano
- 1º agosto - Mame Penda Diouf, ex cestista senegalese
- 1º agosto - Laura Johnson, attrice statunitense
- 1º agosto - Yoshio Katō, ex calciatore giapponese
- 1º agosto - Göran Arnberg, ex calciatore svedese
- 1º agosto - Taylor Negron, attore statunitense († 2015)
- 1º agosto - Georges Tron, politico francese
- 1º agosto - Xu Haifeng, ex tiratore a segno cinese
- 2 agosto - Ashley Grimes, ex calciatore irlandese
- 2 agosto - Ángel Herrera, ex pugile cubano
- 2 agosto - Franco Perlotto, alpinista e scrittore italiano
- 2 agosto - Jacky Rosen, politica statunitense
- 3 agosto - Walter Pagani, ex cestista e dirigente sportivo uruguaiano
- 3 agosto - Luciano Pedullà, allenatore di pallavolo italiano
- 3 agosto - Bodo Rudwaleit, allenatore di calcio e ex calciatore tedesco
- 4 agosto - Rob Andrews, politico statunitense
- 4 agosto - Olaf Beyer, ex mezzofondista tedesco
- 4 agosto - Cesare Casiraghi, pubblicitario e imprenditore italiano
- 4 agosto - Rupert Farley, attore e doppiatore britannico
- 4 agosto - Tom Rice, politico statunitense
- 4 agosto - Ivan Romanov, ex ciclista su strada e pistard lituano
- 4 agosto - Arto Tunçboyacıyan, cantante turco
- 4 agosto - Valdis Valters, ex cestista e allenatore di pallacanestro lettone
- 4 agosto - Massimo Venturiello, attore, regista teatrale e doppiatore italiano
- 4 agosto - John Wark, ex calciatore britannico
- 5 agosto - Shigeru Ban, architetto giapponese
- 5 agosto - Daniela Davoli, cantante italiana
- 5 agosto - Anna Merciai, scacchista italiana
- 5 agosto - Uwe Neupert, ex lottatore tedesco
- 5 agosto - Clayton Rohner, attore statunitense
- 5 agosto - Gianfranco Rosi, ex pugile italiano
- 6 agosto - Massimo Alverà, ex giocatore di curling italiano
- 6 agosto - Constance M. Burge, autrice televisiva, sceneggiatrice e regista statunitense
- 6 agosto - John Deehan, allenatore di calcio e ex calciatore inglese
- 6 agosto - Francesca Gagnon, cantante canadese
- 6 agosto - Ljubov' Gurina, ex mezzofondista russa
- 6 agosto - John Hocking, avvocato australiano
- 6 agosto - Stefano Morona, giocatore di curling italiano
- 6 agosto - Oleksandr Petrakov, allenatore di calcio e ex calciatore ucraino
- 6 agosto - Faith Prince, attrice e cantante statunitense
- 6 agosto - Rui Rio, politico portoghese
- 6 agosto - Renato Soru, imprenditore, politico e dirigente d'azienda italiano
- 6 agosto - José María del Nido, imprenditore spagnolo
- 7 agosto - Mark Bagley, fumettista statunitense
- 7 agosto - Enrico Caria, regista, scrittore e giornalista italiano
- 7 agosto - Giovanni De Murtas, politico italiano († 2000)
- 7 agosto - Paul Dini, sceneggiatore, produttore televisivo e fumettista statunitense
- 7 agosto - Aleksandr Ditjatin, ex ginnasta sovietico
- 7 agosto - Andrea Gotzmann, ex cestista tedesca
- 7 agosto - Sabit Hadžić, cestista e allenatore di pallacanestro bosniaco († 2018)
- 7 agosto - Lars-Erik Moberg, ex canoista svedese
- 7 agosto - Eduardo Rey Muñoz, ex calciatore peruviano
- 7 agosto - Juan Rojas Carvacho, ex calciatore cileno
- 7 agosto - David Shaughnessy, doppiatore e regista britannico
- 7 agosto - Roberto Tavola, ex calciatore italiano
- 7 agosto - Amalia Tinto, allenatrice di ginnastica ritmica italiana
- 7 agosto - Kyriakos Vidas, ex cestista statunitense
- 8 agosto - Hervé Dubuisson, ex cestista e allenatore di pallacanestro francese
- 8 agosto - Gino Hernandez, wrestler statunitense († 1986)
- 8 agosto - Rainer Jarohs, dirigente sportivo e ex calciatore tedesco orientale
- 8 agosto - Stepan Jurčyšyn, calciatore e allenatore di calcio sovietico († 2025)
- 8 agosto - Howie Kelsey, ex cestista canadese
- 8 agosto - Stefano Mainetti, compositore e direttore d'orchestra italiano
- 8 agosto - Ismaïla Manga, artista senegalese († 2015)
- 8 agosto - Esmail Qaani, generale iraniano
- 8 agosto - Roberto Antonio Rojas, ex calciatore cileno
- 8 agosto - Andrzej Siemieniewski, vescovo cattolico polacco
- 8 agosto - Franco Sovilla, giocatore di curling italiano
- 8 agosto - Carlos Trucco, allenatore di calcio e ex calciatore argentino
- 9 agosto - Paul Frommelt, ex sciatore alpino liechtensteinese
- 9 agosto - Melanie Griffith, attrice statunitense
- 9 agosto - Giancarlo Ratti, attore italiano
- 9 agosto - Danilo Rea, pianista italiano
- 9 agosto - Gigi Restagno, musicista e disc jockey italiano († 1997)
- 9 agosto - Zdeněk Ščasný, allenatore di calcio e ex calciatore ceco
- 10 agosto - Kim Andersen, dirigente sportivo danese
- 10 agosto - Jorge García Santos, calciatore spagnolo († 2020)
- 10 agosto - Imre Kiss, ex calciatore ungherese
- 10 agosto - Nicola Pecorini, direttore della fotografia italiano
- 10 agosto - Gaetano Porcino, politico italiano
- 10 agosto - Rosalind Scott, politica inglese
- 10 agosto - Giovanni Testolin, ex ciclista su strada italiano
- 11 agosto - Mauro Bernardi, alpinista e ex sciatore alpino italiano
- 11 agosto - Dora Ciaccia, ex cestista italiana
- 11 agosto - Eugenio Dellanno, illusionista, attore e scrittore italiano
- 11 agosto - Juan Fernández, attore spagnolo
- 11 agosto - Inès de la Fressange, supermodella e stilista francese
- 11 agosto - Mauro Guerra, politico italiano
- 11 agosto - David Henry Hwang, drammaturgo, sceneggiatore e librettista statunitense
- 11 agosto - Viera Klimková, ex fondista cecoslovacca
- 11 agosto - Hans-Peter Martin, giornalista, saggista e politico austriaco
- 11 agosto - Stephen Pickell, ex nuotatore canadese
- 11 agosto - Richie Ramone, batterista statunitense
- 11 agosto - Bill Alfonso, statunitense
- 11 agosto - Masayoshi Son, imprenditore e dirigente sportivo giapponese
- 11 agosto - Bill Straub, ex calciatore statunitense
- 11 agosto - Ian Stuart Donaldson, musicista e cantante britannico († 1993)
- 11 agosto - Mike White, ex giocatore di football americano e allenatore di football americano statunitense
- 12 agosto - Ignatius Chama, arcivescovo cattolico zambiano
- 12 agosto - Isaach de Bankolé, attore ivoriano
- 12 agosto - Luigi De Santis, ex pesista e discobolo italiano
- 12 agosto - Amanda Redman, attrice inglese
- 12 agosto - Kazuko Satō, ex cestista giapponese
- 12 agosto - Fabio Scuto, giornalista italiano
- 12 agosto - Masako Yoshida, ex calciatrice giapponese
- 13 agosto - Faisal Al-Dakhil, ex calciatore kuwaitiano
- 13 agosto - David Crane, autore televisivo statunitense
- 13 agosto - Gregory Jacobs, regista, sceneggiatore e produttore cinematografico statunitense
- 13 agosto - Carlo Massullo, ex pentatleta italiano
- 14 agosto - José Coronado, attore e doppiatore spagnolo
- 14 agosto - Peter Costello, politico australiano
- 14 agosto - Pietro Folena, politico italiano
- 14 agosto - Guido del Giudice, scrittore italiano
- 14 agosto - Roberto Goveani, dirigente sportivo italiano
- 14 agosto - Peter Griffiths, ex calciatore inglese
- 14 agosto - Paul-Gerhard Klumbies, teologo tedesco
- 14 agosto - Tony Moran, attore statunitense
- 14 agosto - Roberto Ríos Osorio, ex cestista portoricano
- 14 agosto - Dani Rodrik, economista turco
- 15 agosto - Bojan Bazelli, direttore della fotografia montenegrino
- 15 agosto - Željko Ivanek, attore sloveno
- 15 agosto - Lương Cường, generale e politico vietnamita
- 15 agosto - Bernt Malion, ex cestista svedese
- 15 agosto - Michael Pappert, ex cestista e allenatore di pallacanestro tedesco
- 15 agosto - Clifford A. Pickover, scrittore e saggista statunitense
- 15 agosto - Ryszard Prostak, ex cestista polacco
- 15 agosto - Sable Starr, statunitense († 2009)
- 15 agosto - Gabriela Trușcă, ex ginnasta rumena
- 15 agosto - Matt White, cestista statunitense († 2013)
- 16 agosto - Angelo Avarello, cantautore italiano
- 16 agosto - Bernard Blaquart, allenatore di calcio e ex calciatore francese
- 16 agosto - Francesco Calogero, regista, sceneggiatore e produttore cinematografico italiano
- 16 agosto - James Donaldson, ex cestista statunitense
- 16 agosto - Mark Evans, ex canottiere canadese
- 16 agosto - Tim Farriss, chitarrista australiano
- 16 agosto - Gloria Francella, illustratrice e scrittrice italiana
- 16 agosto - Laura Innes, attrice e regista statunitense
- 16 agosto - Terje Kojedal, ex calciatore norvegese
- 16 agosto - Phil Murphy, politico e diplomatico statunitense
- 16 agosto - Mario Pirotta, ultramaratoneta italiano
- 16 agosto - Francesco Ruggiero, fisico italiano († 2007)
- 16 agosto - Angelo Tartuferi, storico dell'arte e funzionario italiano
- 16 agosto - Ana Urquijo Elorriaga, avvocatessa spagnola
- 17 agosto - Rabih Abou-Khalil, musicista e compositore libanese
- 17 agosto - Tim Bagley, attore statunitense
- 17 agosto - Rinat Biljaletdinov, allenatore di calcio e ex calciatore sovietico
- 17 agosto - Toni Bürgler, ex sciatore alpino svizzero
- 17 agosto - Franco Ciani, paroliere, produttore discografico e cantautore italiano († 2020)
- 17 agosto - Franché Coma, chitarrista statunitense
- 17 agosto - Robin Cousins, ex pattinatore artistico su ghiaccio britannico
- 17 agosto - Ken Kwapis, regista e sceneggiatore statunitense
- 17 agosto - Michèle Lituac, attrice, doppiatrice e direttrice del doppiaggio francese
- 17 agosto - Ralf Richter, attore e musicista tedesco
- 18 agosto - Carole Bouquet, attrice e ex modella francese
- 18 agosto - Cor van Hout, criminale olandese († 2003)
- 18 agosto - Denis Leary, attore e comico statunitense
- 18 agosto - Javier Moracho, ex ostacolista spagnolo
- 18 agosto - Dževad Prekazi, ex calciatore kosovaro
- 18 agosto - Tan Dun, compositore cinese
- 19 agosto - Rudolf Bommer, allenatore di calcio e ex calciatore tedesco
- 19 agosto - Gianni Davito, ex altista italiano
- 19 agosto - Joe DiBiase, bassista statunitense
- 19 agosto - Martin Donovan, attore statunitense
- 19 agosto - Elena Fissore, politica italiana
- 19 agosto - Klaus Heidegger, dirigente d'azienda e ex sciatore alpino austriaco
- 19 agosto - Gracia Olayo, attrice spagnola
- 19 agosto - Cesare Prandelli, allenatore di calcio e ex calciatore italiano
- 19 agosto - Márta Sebestyén, cantante ungherese
- 20 agosto - Oscar Arizaga, calciatore peruviano († 2023)
- 20 agosto - Giovanni Checchinato, arcivescovo cattolico italiano
- 20 agosto - Mike Dodd, ex giocatore di beach volley e ex pallavolista statunitense
- 20 agosto - Simon Donaldson, matematico britannico
- 20 agosto - Tuna Dwek, attrice, traduttrice e scrittrice brasiliana
- 20 agosto - Abbi Fisher, ex sciatrice alpina statunitense
- 20 agosto - Stefania Giacarelli, doppiatrice italiana
- 20 agosto - Mary Stavin, modella, attrice e cantante svedese
- 21 agosto - Budgie, batterista e percussionista britannico
- 21 agosto - Bartolomeo Di Michele, ex calciatore italiano
- 21 agosto - John Howe, illustratore canadese
- 21 agosto - Mario Tenorio, ex calciatore ecuadoriano
- 21 agosto - Tignous, fumettista francese († 2015)
- 21 agosto - Bernard Zénier, ex calciatore francese
- 22 agosto - Steve Davis, giocatore di snooker inglese
- 22 agosto - Daniele Demma, attore, doppiatore e autore televisivo italiano († 2017)
- 22 agosto - Holly Dunn, cantante statunitense († 2016)
- 22 agosto - Alfonso de Iruarrizaga, ex tiratore a volo cileno
- 22 agosto - Modesto Paris, religioso italiano († 2017)
- 22 agosto - Dorsey Wright, attore statunitense
- 23 agosto - Francesco Artese, artista italiano
- 23 agosto - Francesco Caio, dirigente d'azienda, dirigente pubblico e ingegnere italiano
- 23 agosto - Kim Goetz, cestista statunitense († 2008)
- 23 agosto - Tasos Mītropoulos, ex calciatore greco
- 24 agosto - Stephen Fry, attore, comico e scrittore britannico
- 24 agosto - Vjačaslaŭ Janoŭski, ex pugile bielorusso
- 24 agosto - Sergio Lira, ex calciatore messicano
- 24 agosto - Toine van Mierlo, ex calciatore olandese
- 24 agosto - Edward Neumeier, sceneggiatore statunitense
- 24 agosto - Mauro Patelli, chitarrista italiano
- 24 agosto - Michel Poffet, ex schermidore svizzero
- 24 agosto - Norbert Trieloff, ex calciatore tedesco orientale
- 25 agosto - Christer Björkman, cantante e produttore televisivo svedese
- 25 agosto - Elizabeth Gardner, fisica britannica († 1988)
- 25 agosto - Lizardo Garrido, ex calciatore cileno
- 25 agosto - Simon McBurney, attore e regista britannico
- 25 agosto - Alessandro Pezzatini, ex marciatore italiano
- 25 agosto - Winston Royal, ex cestista dominicano
- 25 agosto - Paweł Skrzecz, ex pugile polacco
- 25 agosto - Tor Inge Smedås, ex calciatore norvegese
- 25 agosto - Alistair Spalding, direttore artistico britannico
- 25 agosto - Paul Stănescu, politico romeno
- 25 agosto - Yao Anlian, attore cinese
- 26 agosto - Anna De Novellis, ex judoka italiana
- 26 agosto - Carlo Gambacorti-Passerini, ematologo e oncologo italiano
- 26 agosto - Francesco Giordano, politico italiano
- 26 agosto - Daniel Johnson, giornalista britannico
- 26 agosto - Ljubomir Ljubenov, ex canoista bulgaro
- 26 agosto - Luigi Magro, ex cestista italiano
- 26 agosto - Alessandro Mannini, allenatore di calcio e ex calciatore italiano
- 26 agosto - Keiichi Nanba, attore e doppiatore giapponese
- 26 agosto - Dr. Alban, cantante e produttore discografico nigeriano
- 26 agosto - Vincenzo Quaratino, giornalista italiano
- 26 agosto - Christian Schmidt, politico tedesco
- 26 agosto - Domenico Scilipoti, medico e politico italiano
- 26 agosto - Ute Steindorf, ex canottiera tedesca
- 26 agosto - Ewan Stewart, attore scozzese
- 27 agosto - Rosa De Pasquale, politica italiana
- 27 agosto - Patrizia Fontana, attrice italiana
- 27 agosto - Jeff Grubb, scrittore e autore di giochi statunitense
- 27 agosto - Bernhard Langer, golfista tedesco
- 27 agosto - Taylor MacDonald, ex calciatore americo-verginiano
- 27 agosto - Kenji Nagai, fotoreporter giapponese († 2007)
- 27 agosto - Wiljon Vaandrager, ex canottiera olandese
- 28 agosto - Ai Weiwei, artista, designer e attivista cinese
- 28 agosto - Viktor Borisovič Christenko, politico russo
- 28 agosto - Steve Grant, ex cestista statunitense
- 28 agosto - Ivo Josipović, politico croato
- 28 agosto - Graziano Piagnerelli, ex calciatore italiano
- 28 agosto - Doug Powell, ex sciatore alpino statunitense
- 28 agosto - Manolo Preciado, allenatore di calcio e calciatore spagnolo († 2012)
- 28 agosto - Rick Rossovich, attore statunitense
- 28 agosto - Daniel Stern, attore statunitense
- 28 agosto - Tonho, ex calciatore brasiliano
- 29 agosto - Susanna Batazzi, ex schermitrice italiana
- 29 agosto - Antoine Mac Giolla Bhrighde, terrorista britannico († 1984)
- 29 agosto - Grzegorz Ciechowski, cantante, compositore e poeta polacco († 2001)
- 29 agosto - Gong Luming, ex cestista e allenatore di pallacanestro cinese
- 29 agosto - Marc Mézard, fisico francese
- 29 agosto - Nikolaos Mōraïtīs, politico greco
- 29 agosto - Shirō Sagisu, compositore e produttore discografico giapponese
- 30 agosto - Gerald Albright, sassofonista e polistrumentista statunitense
- 30 agosto - Mark Bell, ex giocatore di football americano statunitense
- 30 agosto - Mike Bell, ex giocatore di football americano statunitense
- 30 agosto - Carlos Morales Matos, ex cestista e allenatore di pallacanestro portoricano
- 30 agosto - Manu Tuiasosopo, ex giocatore di football americano statunitense
- 31 agosto - Bruno Arpaia, scrittore, giornalista e traduttore italiano
- 31 agosto - Monika Berwein, ex sciatrice alpina tedesca
- 31 agosto - Hanne Boel, cantante danese
- 31 agosto - Even Hole, allenatore di sci alpino e ex sciatore alpino norvegese
- 31 agosto - Aki Karvonen, ex fondista finlandese
- 31 agosto - Bengt Nilsson, ex calciatore svedese